# Tigliole
Tigliole est une commune italienne de la province d'Asti, dans la région Piémont.

## Administration
| Période                                  | Période | Identité                | Étiquette    | Qualité |
| ---------------------------------------- | ------- | ----------------------- | ------------ | ------- |
| 2009                                     | 2014    | Massimo Strocco Merlone | Lista civica | Maire   |
| 2014                                     |         | Massimo Strocco Merlone | Lista civica | Maire   |
| Les données manquantes sont à compléter. |         |                         |              |         |

### Hameaux
Valperosa, Pocola, Pratomorone, Remondini, San Carlo

### Communes limitrophes
Asti, Baldichieri d'Asti, Cantarana, San Damiano d'Asti, Villafranca d'Asti.